# حرو (بروم ميفع)

'

تعديل مصدري - تعديل

حرو هي إحدى قرى عزلة بروم بمديرية بروم ميفع التابعة لمحافظة حضرموت، بلغ تعداد سكانها 119 نسمة حسب تعداد اليمن لعام 2004.